# Mirror (singel Gackta)
Mirror – trzeci singel japońskiego artysty Gackta, wydany 9 lutego 2000 roku. Osiągnął 9 pozycję w rankingu Oricon i pozostał na listach przebojów przez 6 tygodni. Sprzedano 116 770 egzemplarzy.

## Lista utworów
Wszystkie utwory zostały skomponowane i napisane przez Gackt C.
| Nr | Tytuł                   | Aranżacja           | Czas |
| -- | ----------------------- | ------------------- | ---- |
| 1. | "Mirror"                | Gackt.C, Chachamaru | 4:35 |
| 2. | "blue (piano solo)"     | Gackt.C, Chachamaru | 3:21 |
| 3. | "Mirror (Instrumental)" | Gackt.C, Chachamaru | 4:32 |